# Problema di Regiomontano
In matematica, il problema di massimizzazione dell'angolo di Regiomontano è un famoso problema di ottimizzazione proposto nel XV secolo dal matematico tedesco Johannes Müller (conosciuto come Regiomontano). Il problema è il seguente:

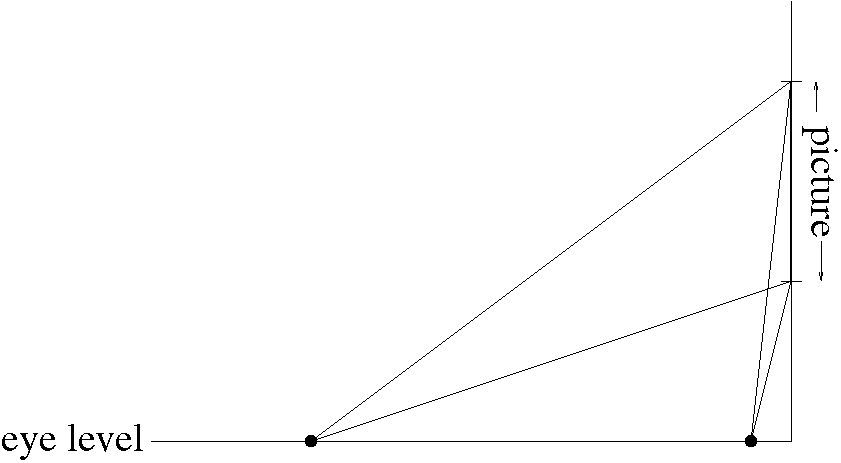
I due punti sulla linea di vista sono possibili posizioni dell'occhio dell'osservatore.

Un dipinto è appeso a un muro. Data l'altezza del lato superiore e inferiore del quadro rispetto al piano di vista, quanto deve essere la distanza dell'osservatore dal muro affinché sia massimo l'angolo sotteso dal dipinto e il cui vertice è l'occhio dell'osservatore?
Se l'osservatore si trova troppo lontano o troppo vicino, l'angolo è piccolo; ci deve essere un punto in mezzo per cui l'angolo è il più grande possibile.
Lo stesso approccio si applica nel rugby, nel trovare il posto ottimale da cui calciare la palla. In realtà, non è necessario che l'allineamento del quadro sia ad angolo retto: si potrebbe osservare da una finestra della Torre pendente di Pisa, oppure essere un agente immobiliare che mostra i vantaggi di un lucernario in un tetto pendente.

## Soluzione attraverso la geometria elementare

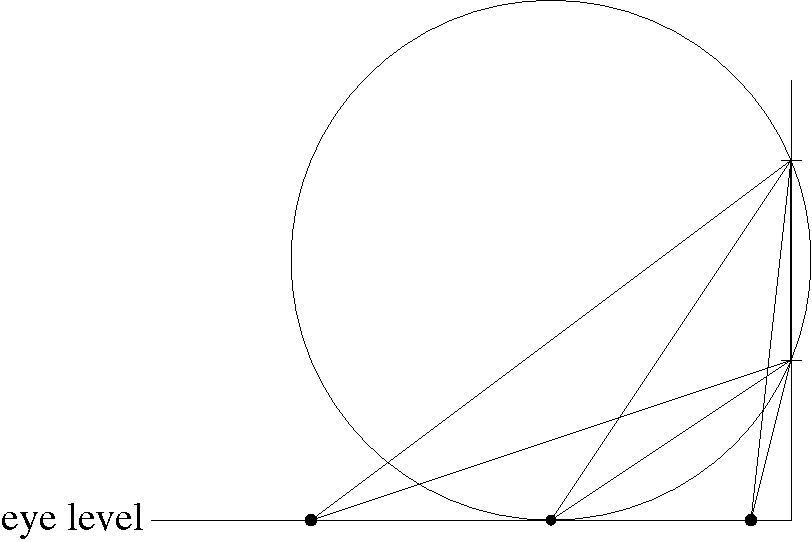
Il punto di tangenza del cerchio con la linea di vista è la soluzione al problema di Regiomontano.

Esiste un unico cerchio passante attraverso il lato superiore e quello inferiore del quadro e inoltre tangente al piano di vista. Utilizzando geometria elementare, se la posizione dell'osservatore si muovesse lungo il cerchio, l'angolo sotteso dal dipinto rimarrebbe costante poiché angolo alla circonferenza che insiste sulla stessa corda. Tutte le posizioni sulla retta dell'osservatore tranne il punto di tangenza sono fuori dal cerchio, e pertanto per quei punti l'angolo sotteso dal quadro è minore.
Da Elementi III.36 (o alternativamente il teorema della potenza di una punto), la distanza tra il muro e il punto di tangenza è la media geometrica delle altezza del lato superiore e inferiore del dipinto. Questo significa a sua volta che se si riflette il lato inferiore del dipinto sulla linea di vista e si disegna il cerchio con diametro il segmento tra il punto superiore del quadro e il punto riflesso, il cerchio interseca la linea di vista nella posizione richiesta (da Elementi II.14).

## Soluzione attraverso il calcolo infinitesimale
Ai giorni nostri, questo problema è ampiamente conosciuto perché appare come esercizio in molti manuali di analisi del primo anno (per esempio quello di Stewart ).
Sia
{\displaystyle a} = altezza del lato inferiore del quadro rispetto alla linea di vista;
{\displaystyle b} = altezza del lato superiore del quadro rispetto al piano di vista;
{\displaystyle x} = la distanza dell'osservatore dal muro;
{\displaystyle \alpha } = l'angolo di elevazione del lato inferiore del dipinto, visto dalla posizione dell'osservatore;
{\displaystyle \beta } = l'angolo di elevazione del lato superiore del dipinto, visto dalla posizione dell'osservatore.
L'angolo che si deve massimizzare è {\displaystyle \beta -\alpha }. La tangente (matematica) dell'angolo è una funzione crescente in {\displaystyle (0,\pi /2)}, perciò è sufficiente massimizzare
{\displaystyle \tan(\beta -\alpha )={\frac {\tan \beta -\tan \alpha }{1+\tan \beta \tan \alpha }}={\frac {{\frac {b}{x}}-{\frac {a}{x}}}{1+{\frac {b}{x}}\cdot {\frac {a}{x}}}}=(b-a){\frac {x}{x^{2}+ab}}.}
Dal momento che {\displaystyle b-a} è una costante positiva, si deve massimizzare solo la frazione. Derivando, si ottiene
{\displaystyle {d \over dx}\left({\frac {x}{x^{2}+ab}}\right)={\frac {ab-x^{2}}{(x^{2}+ab)^{2}}}\qquad {\begin{cases}{}>0&{\text{if }}0\leq x<{\sqrt {ab\,{}}},\\{}=0&{\text{if }}x={\sqrt {ab\,{}}},\\{}<0&{\text{if }}x>{\sqrt {ab\,{}}}.\end{cases}}}
Perciò l'angolo sotteso è crescente in {\displaystyle [0,{\sqrt {ab}}]} e decrescente per {\displaystyle x>{\sqrt {ab}}}. L'angolo massimo quindi è raggiunto quando {\displaystyle x={\sqrt {ab}}}, la media geometrica di {\displaystyle a} e {\displaystyle b}.

## Soluzione attraverso l'algebra
Si è visto che è sufficiente massimizzare
{\displaystyle {\frac {x}{x^{2}+ab}}.}
Questo è equivalente a minimizzare il reciproco:
{\displaystyle {\frac {x^{2}+ab}{x}}=x+{\frac {ab}{x}}.}
Utilizzando il completamento del quadrato, si nota che quest'ultima quantità è uguale a
{\displaystyle \left({\sqrt {x}}-{\sqrt {\frac {ab}{x}}}\,\right)^{2}+2{\sqrt {ab\,{}}}.}
Questa espressione è minima quando il quadrato è {\displaystyle 0}, e succede quando {\displaystyle x={\sqrt {ab}}}. Alternativamente, si poteva utilizzare la disuguaglianza tra media aritmetica e media geometrica.